# Tricolia
Genre
Synonymes
- genre Chromotis H. Adams & A. Adams, 1863[2]
- genre Epheriella Pallary, 1920[2]
- genre Eudora Leach in Gray, 1852[2]
- sous-genre Eutropia (Tricolia)[2]
- Pellax Finlay, 1926[3]
- sous-genre Tricolia (Aizyella) Cossmann, 1889[2]
- sous-genre Tricolia (Steganomphalus) G. F. Harris & Burrows, 1891[2]
- sous-genre Tricolia (Tricolietta) F. Nordsieck, 1973[2]
- genre Tricoliella Monterosato, 1884[2]

Tricolia est un genre de mollusques gastéropodes de la famille des Tricoliidae.

## Liste des espèces et sous-genres
Selon BioLib (4 mars 2020) :
- Tricolia adusta T.C. Nangammbi & D.G. Herbert, 2006
- Tricolia africana P. Bartsch, 1915
- Tricolia algoidea (P.M. Pallary, 1920)
- Tricolia aquensis (d'Orbigny, 1852) †
- Tricolia bicarinata R. W. Dunker, 1846
- Tricolia breve (A.V.M.D. D'Orbigny, 1842)
- Tricolia calypta W.P. Woodring, 1957 †
- Tricolia capensis R. W. Dunker, 1846
- Tricolia delicata Poppe, Tagaro & Goto, 2018
- Tricolia deschampsi S. Gofas, 1993
- Tricolia dissimilis (G.P. Deshayes, 1863) †
- Tricolia dunkeri (G.P. Deshayes, 1863) †
- Tricolia elongata (Krauss, 1848)
- Tricolia entomocheila Gofas, 1993
- Tricolia fordiana (Pilsbry, 1888)
- Tricolia formosa (Turton, 1932)
- Tricolia gabiniana (Cotton & Godfrey, 1938)
- Tricolia indica Winckworth, 1940
- Tricolia insignis (W.H. Turton, 1932)
- Tricolia ios Robertson, 1985
- Tricolia kochii (R.A. Philippi, 1848)
- Tricolia laevis J.L.M. Defrance, 1826 †
- Tricolia lamarckiana (G.P. Deshayes, 1863) †
- Tricolia landinii C. Bogi & E. Campani, 2007
- Tricolia mazatlanica A.M. Strong, 1928
- Tricolia micra H. A. Pilsbry, 1917
- Tricolia milaschewitchi V.V. Anistratenko & Y.I. Starobogatov, 1991
- Tricolia miniata (Monterosato, 1884)
- Tricolia munieri Vélain, 1877
- Tricolia neritina R. W. Dunker, 1846
- Tricolia nordsiecki (Talavera, 1978)
- Tricolia petiti (Craven, 1882)
- Tricolia pullus (Linnaeus, 1758)
- Tricolia punctura Gofas, 1993
- Tricolia retrolineata T.C. Nangammbi & D.G. Herbert, 2008
- Tricolia rosea (Angas, 1867)
- Tricolia saxatilis T.C. Nangammbi & D.G. Herbert, 2006
- Tricolia semistriata (J.B.P.A. Lamarck, 1804) †
- Tricolia speciosa (Von Muehlfeldt, 1824)
- Tricolia striolata (Turton, 1932)
- Tricolia tenuis (Michaud, 1829)
- Tricolia tingitana Gofas, 1982
- Tricolia tomlini (Gatliff & Gabriel, 1921)
- Tricolia tristis H. A. Pilsbry, 1903
- Tricolia variegata P. P. Carpenter, 1864

Selon Catalogue of Life (4 mars 2020) :
- Tricolia adusta Nangammbi & Herbert, 2006
- Tricolia algoidea (Pallary, 1920)
- Tricolia bicarinata (Dunker, 1846)
- Tricolia capensis (Dunker, 1846)
- Tricolia delicata Poppe, Tagaro & Goto, 2018
- Tricolia deschampsi Gofas, 1993
- Tricolia elongata (Krauss, 1848)
- Tricolia entomocheila Gofas, 1993
- Tricolia fordiana (Pilsbry, 1888)
- Tricolia formosa (W. H. Turton, 1932)
- Tricolia gabiniana (Cotton & Godfrey, 1938)
- Tricolia indica Winckworth, 1940
- Tricolia insignis (W. H. Turton, 1932)
- Tricolia ios Robertson, 1985
- Tricolia kochii (Philippi, 1848)
- Tricolia landinii Bogi & Campani, 2007
- Tricolia miniata (Monterosato, 1884)
- Tricolia munieri (Vélain, 1877)
- Tricolia neritina (Dunker, 1846)
- Tricolia nordsiecki (Talavera, 1978)
- Tricolia petiti (Craven, 1882)
- Tricolia pullus (Linnaeus, 1758)
- Tricolia punctura Gofas, 1993
- Tricolia retrolineata Nangammbi & Herbert, 2008
- Tricolia rosea (Angas, 1867)
- Tricolia saxatilis Nangammbi & Herbert, 2006
- Tricolia speciosa (Megerle von Mühlfeld, 1824)
- Tricolia striolata (W. H. Turton, 1932)
- Tricolia suessoniensis (Deshayes, 1863) †
- Tricolia tenuis (Michaud, 1829)
- Tricolia tingitana Gofas, 1982
- Tricolia tomlini (Gatliff & Gabriel, 1921)
- Tricolia tristis (Pilsbry, 1903)

Selon ITIS (4 mars 2020) :
- Tricolia adamsi (Philippi, 1853)
- Tricolia affinis (C. B. Adams, 1850)
- Tricolia beaui Robertson, 1958
- Tricolia bella (M. Smith, 1937)
- Tricolia compta (Gould, 1855)
- Tricolia cruenta Robertson, 1958
- Tricolia cyclostoma (Carpenter, 1864)
- Tricolia pterocladica
- Tricolia pulloides (Carpenter, 1865)
- Tricolia pullus Linnaeus, 1758
- Tricolia substriata (Carpenter, 1864)
- Tricolia tesselata (Potiez & Michaud, 1838)
- Tricolia tessellata (Potiez & Michaud, 1838)
- Tricolia thalassicola Robertson, 1958
- Tricolia variabilis
- Tricolia variegata (Carpenter, 1864)

Selon Paleobiology Database (4 mars 2020) :
- sous-genre Tricolia (Aizyella)
- sous-genre Tricolia (Hiloa)
- Tricolia aquensis
- Tricolia calypta
- Tricolia mollis
- Tricolia neritina
- Tricolia pullus
- Tricolia spirata
- Tricolia syntoma

Selon World Register of Marine Species (4 mars 2020) :
- Tricolia adusta Nangammbi & Herbert, 2006
- Tricolia algoidea (Pallary, 1920)
- Tricolia bicarinata (Dunker, 1846)
- Tricolia capensis (Dunker, 1846)
- Tricolia delicata Poppe, Tagaro & Goto, 2018
- Tricolia deschampsi Gofas, 1993
- Tricolia elongata (F. Krauss, 1848)
- Tricolia entomocheila Gofas, 1993
- Tricolia fordiana (Pilsbry, 1888)
- Tricolia formosa (W. H. Turton, 1932)
- Tricolia gabiniana (Cotton & Godfrey, 1938)
- Tricolia indica Winckworth, 1940
- Tricolia insignis (W. H. Turton, 1932)
- Tricolia ios R. Robertson, 1985
- Tricolia kochii (Philippi, 1848)
- Tricolia landinii Bogi & Campani, 2007
- Tricolia lurida Dall, 1897
- Tricolia milaschewitchi Anistratenko & Starobogatov, 1991
- Tricolia miniata (Monterosato, 1884)
- Tricolia munieri (Vélain, 1877)
- Tricolia neritina (Dunker, 1846)
- Tricolia nordsiecki (Talavera, 1978)
- Tricolia petiti (Craven, 1882)
- Tricolia pullus (Linnaeus, 1758)
- Tricolia punctura Gofas, 1993
- Tricolia retrolineata Nangammbi & Herbert, 2008
- Tricolia rosea (Angas, 1867)
- Tricolia saxatilis Nangammbi & Herbert, 2006
- Tricolia speciosa (Megerle von Mühlfeld, 1824)
- Tricolia striolata (W. H. Turton, 1932)
- Tricolia suessoniensis (Deshayes, 1863) †
- Tricolia tenuis (Michaud, 1829)
- Tricolia tingitana Gofas, 1982
- Tricolia tomlini (Gatliff & Gabriel, 1921)
- Tricolia tristis (Pilsbry, 1903)